# Vildenberk
Vildenberk je zaniklý hrad, jehož zbytky leží severovýchodně od Pozořic v okrese Brno-venkov. Za středověku patřil k největším na Moravě. Jeho zbytky jsou chráněny jako kulturní památka České republiky.
Hrad se skládal z předhradí a hradního jádra (o délce 137 metrů a maximální šířce 37 metrů), které lze rozdělit ještě na akropoli a dolní hrad. Do dnešních dnů se dochovaly jen ojedinělé fragmenty nadzemního zdiva, povrchové stopy a příkopy.

## Historie
Okolnosti vzniku hradu nejsou známé. Vzhledem ke značnému rozsahu Vildenberku, který neodpovídá šlechtickým stavbám, se uvažuje o jeho možném zeměpanském založení králem Václavem II., čemuž by mohla odpovídat nedaleko objevená značně rozsáhlá a ojedinělá vápenka, stejně jako povrchové nálezy keramiky z areálu hradu, které jsou datovány do druhé poloviny 13. století. V takovém případě mohl být po smrti Václava II. v roce 1305 hrad hypoteticky zcizen venkovskou šlechtou. První zmínka o hradu pochází z prosince 1317 z predikátu šlechtice Půty z Vildenberka, který se však ještě v květnu 1318 připomíná jako Půta z Pozořic. Z toho lze usuzovat, že krátce před rokem 1317 sídlil stále ve vsi, zatímco hrad, pokud nebyl založen již o několik desetiletí dříve králem, mohl snad být novou stavbou. Rod pánů z Vildenberku patřil ve 14. století k nejvýznamnějším moravským šlechtickým rodům. Samotný hrad je poprvé výslovně zmiňován roku 1365. Již v roce 1371 však celé vildenberské panství i s hradem koupil moravský markrabě Jan Jindřich. Jeho syn Jošt Lucemburský v letech 1385–1406 panství rozprodal a hrad posléze opustil. Mohlo tomu být z ekonomických důvodů (ztráta jeho ekonomické soběstačnosti po rozprodání panství), nabízí se i vojenské důvody (bojové střety počátkem 15. století v okolí Brna v rámci markraběcích válek). Kamenného zdiva z hradu bylo později použito ke stavbě barokního kostela a šlechtického sídla v Pozořicích.
Vzhledem k tomu, že Vildenberk dlouhodobě zůstával téměř mimo zájem odborníků, vedly se ještě v průběhu 20. století diskuse o jeho lokalizaci. Ačkoliv většina badatelů a místní obyvatelé jeho polohu určovali správně, býval někdy ztotožňován s Novým hradem u Adamova, resp. s jeho původní stavbou, která se dle lidového podání nazývá Starý hrad (tento omyl uvádí ve svých knihách Josef Pilnáček), případně býval umisťován do lokality Hradisko (též Hradištěk) u Jezer. Teprve v 80. letech 20. století byla poloha Vildenberku mezi odborníky vyjasněna a rovněž zde proběhl první archeologický průzkum.

## Vápenka
V roce 2024 nalezli archeologové z Ústavu archeologické památkové péče Brno ve východním předpolí lomu Mokrá, kde dlouhodobě provádí předstihový záchranný průzkum, pod pozůstatky velké jámové vápenické pece ze 17.–19. století zbytky rozsáhlé středověké vápenky. Ta byla datována do 13.–14. století a svým objemem se jedná o největší známé vrcholně středověké periodické vápenické vypalovací zařízení na Moravě, možná i v Evropě. Vápenka umístěná v trati Pacholčí v jižním výběžku katastrálního území Hostěnic mohla vzhledem ke své ojedinělosti a obrovské výrobní kapacitě sloužit i pro stavbu hradu Vildenberk, který je od ní vzdálen přibližně 3 km.